# Mistrzostwa Świata w Piłce Nożnej 1990 (eliminacje strefy CONMEBOL)
W eliminacjach do finałów Mistrzostw Świata w Piłce Nożnej 1990 we Włoszech w strefie CONMEBOL wzięło udział 9 reprezentacji narodowych (Argentyna nie przystępowała do eliminacji, bo miała zagwarantowany udział w Mundialu jako obrońca tytułu mistrzowskiego).

## Zasady kwalifikacji
9 reprezentacji podzielono na trzy trzyosobowe grupy, zwycięzcy 1 i 3 grupy bezpośrednio kwalifikowali się do turnieju finałowego, zaś zwycięzca grupy 2 grał baraż ze zwycięzcą strefy OFC. Wszystkie mecze rozgrywano w 1989 roku.

## Grupa 1
| 20 sierpnia |  | Boliwia | 2 | - | 1 (1-1) | Peru |

| 27 sierpnia |  | Peru    | 0 | - | 2 (0-0) | Urugwaj |
| 3 września  |  | Boliwia | 2 | - | 1 (1-0) | Urugwaj |

| 10 września |  | Peru | 1 | - | 2 (0-1) | Boliwia |

| 17 września |  | Urugwaj | 2 | - | 0 (2-0) | Boliwia |
| 24 września |  | Urugwaj | 2 | - | 0 (1-0) | Peru    |

### Tabela końcowa
Grupa 1
| Reprezentacja | Pkt | M | W | R | P | Br+ | Br- | +/- |
| ------------- | --- | - | - | - | - | --- | --- | --- |
| Urugwaj       | 6   | 4 | 3 | 0 | 1 | 7   | 2   | 5   |
| Boliwia       | 6   | 4 | 3 | 0 | 1 | 6   | 5   | 1   |
| Peru          | 0   | 4 | 0 | 0 | 4 | 2   | 8   | -6  |

## Grupa 2
| 20 sierpnia |  | Kolumbia | 2 | - | 0 (1-0) | Ekwador |

| 27 sierpnia |  | Paragwaj | 2 | - | 1 (0-0) | Kolumbia |

| 3 września |  | Ekwador | 0 | - | 0 | Kolumbia |

| 10 września |  | Paragwaj | 2 | - | 1 (1-0) | Ekwador |

| 17 września |  | Kolumbia | 2 | - | 1 (0-1) | Paragwaj |
| 24 września |  | Ekwador  | 3 | - | 1 (1-1) | Paragwaj |

### Tabela końcowa
Grupa 2
| Reprezentacja | Pkt | M | W | R | P | Br+ | Br- | +/- |
| ------------- | --- | - | - | - | - | --- | --- | --- |
| Kolumbia      | 5   | 4 | 2 | 1 | 1 | 5   | 3   | 2   |
| Paragwaj      | 4   | 4 | 2 | 0 | 2 | 6   | 7   | -1  |
| Ekwador       | 3   | 4 | 1 | 1 | 2 | 4   | 5   | -1  |

Zwycięzca grupy 2- Kolumbia przystąpił do barażu ze zwycięskim zespołem ze strefy AFC/OFC- drużyną Izraela.

## Baraż CONMEBOL/OFC
| 15 października |  | Kolumbia | 1 | - | 0 (0-0) | Izrael |

| 30 października |  | Izrael | 0 | - | 0 | Kolumbia |

Reprezentacja Kolumbii awansowała do finałów Mistrzostw.

## Grupa 3
| 30 lipca |  | Wenezuela | 0 | - | 4 (0-1) | Brazylia |

| 6 sierpnia  |  | Wenezuela | 1 | - | 3 (0-2) | Chile    |
| 13 sierpnia |  | Chile     | 1 | - | 1 (0-0) | Brazylia |

| 20 sierpnia |  | Brazylia | 6 | - | 0 (4-0) | Wenezuela |

| 27 sierpnia |  | Chile | 5 | - | 0 (3-0) | Wenezuela |

| 3 września |  | Brazylia | 1 | - | 0 (0-0) | Chile |

Mecz przerwany w 67 minucie, gdy chilijski bramkarz Roberto Rojas symulował, że został uderzony racą z trybun. Mecz miał zostać powtórzony, jednak podczas śledztwa okazało się, że tak naprawdę piłkarz pociął sobie twarz żyletką. Brazylia wygrała mecz walkowerem 2-0, Chile nie mogło uczestniczyć także w eliminacjach do następnego Mundialu.

### Tabela końcowa
Grupa 3
| Reprezentacja | Pkt | M | W | R | P | Br+ | Br- | +/- |
| ------------- | --- | - | - | - | - | --- | --- | --- |
| Brazylia      | 7   | 4 | 3 | 1 | 0 | 13  | 1   | 12  |
| Chile         | 4   | 4 | 2 | 1 | 1 | 9   | 4   | 5   |
| Wenezuela     | 0   | 4 | 0 | 0 | 4 | 1   | 18  | -17 |

## Awans
Awans uzyskały reprezentacje: Urugwaju, Kolumbii, Brazylii i Argentyny (mistrz świata, awans automatyczny).